# Хваловиці (Свентокшиське воєводство)
Хваловиці (пол. Chwałowice) — село в Польщі, у гміні Пінчів Піньчовського повіту Свентокшиського воєводства.
Населення — 76 осіб (2011).
У 1975-1998 роках село належало до Келецького воєводства.

## Демографія
Демографічна структура на день 31 березня 2011 року:
|          | Загалом | Допрацездатний вік | Працездатний вік | Постпрацездатний вік |
| -------- | ------- | ------------------ | ---------------- | -------------------- |
| Чоловіки | 43      | 5                  | 31               | 7                    |
| Жінки    | 33      | 5                  | 16               | 12                   |
| Разом    | 76      | 10                 | 47               | 19                   |